# Сосновское (муниципальный округ)
Сосно́вское — муниципальный округ № 14 в составе Выборгского района Санкт-Петербурга. Название округа связано с историческим районом Сосновка.

## Расположение
Значительную часть округа составляет парк Сосновка, который является самой большой зелёной зоной Санкт-Петербурга. 
2.3.3. Описание границ муниципального округа Сосновское
 Граница проходит: от проспекта Энгельса по оси проспекта Луначарского до проспекта Культуры, далее по оси проспекта Культуры до Тихорецкого проспекта, далее по оси Тихорецкого проспекта до Светлановского проспекта, далее по оси Светлановского проспекта до проспекта Тореза, далее по оси проспекта Тореза до проезда юго-восточнее мототрека и далее по нему до улицы Жака Дюкло, далее по оси улицы Жака Дюкло до 1-й линии садоводства «Подгорное», далее по 1-й линии садоводства «Подгорное» до западной границы территории гаражей у дома N 9 по Северному проспекту, далее на север по западной границе территории гаражей до Северного проспекта, далее по оси Северного проспекта до проспекта Энгельса, далее по оси проспекта Энгельса до проспекта Луначарского.

## Происхождение названия
Название муниципальное образование Сосновское получило от названия парка, выделенного в конце 1960-х годов. Во время строительства жилого района возле Шувалово-Озерков, было принято решения сохранить без изменения некоторую часть расположенного здесь соснового леса и сделать из него городской парк.

## История
До XIX века район современного парка Сосновка не был обжит и имел репутацию дикой малопосещаемой окраины. Это способствовало использованию данного района для проведения дуэлей. Именно здесь в феврале 1840 года произошла дуэль Михаила Лермонтова и сына французского посла Эрнеста де Баранта. Историки полагают, что данная дуэль происходила в районе современного пересечения проспекта Тореза со Светлановским проспектом.
Многие районы парка не изменились существенно с тех дней до настоящего времени.

## Инфраструктура
В муниципальном образовании находится 12 действующих детских садов и 6 работающих школ. В округе достаточно много медицинских учреждений, и по их числу и плотности расположения он лидирует в городе. Здесь располагаются НИИ медицинской микологии, Ленинградская областная клиническая больница, Городская многопрофильная больница № 2, больница Святого Георгия и медико-санитарная часть № 122. Жилищный фонд района представлен в основном панельными 9-этажными домами (в основном 504-й серии), а также 12-этажными домами 137-й серии. Встречаются также 12-этажные кирпичные дома на проспекте Энгельса, а также кирпичные дома разной этажности на Северном проспекте и в районе пересечения проспекта Энгельса с улицей Сикейроса. Главный транспортный объект округа станция метро «Озерки» не находится на его территории, Объекты торговой инфраструктуры как правило находятся за пределами муниципального образования. По мнению главного аналитика Группы компаний «Бюллетень Недвижимости» Сергея Бобашева, микрорайон хорошо обеспечен торговыми и социальными объектами, а качество жилищного фонда этой территории можно оценить на три с плюсом, и в целом оно уступает соседним районам.

## Население
| 2002    | 2010    | 2012    | 2013    | 2014    | 2015    | 2016    | 2017    | 2018    |
| ------- | ------- | ------- | ------- | ------- | ------- | ------- | ------- | ------- |
| 60 675  | ↗66 227 | ↗66 756 | ↗67 656 | ↗68 135 | ↗68 616 | ↗69 106 | ↗69 292 | ↘68 920 |
| 2019    | 2020    | 2021    | 2023    | 2024    | 2025    |         |         |         |
| ↗68 972 | ↘68 132 | ↘61 287 | ↘60 911 | ↘60 378 | ↗60 831 |         |         |         |